# نمایندگان بدون حق رأی مجلس نمایندگان ایالات متحده آمریکا

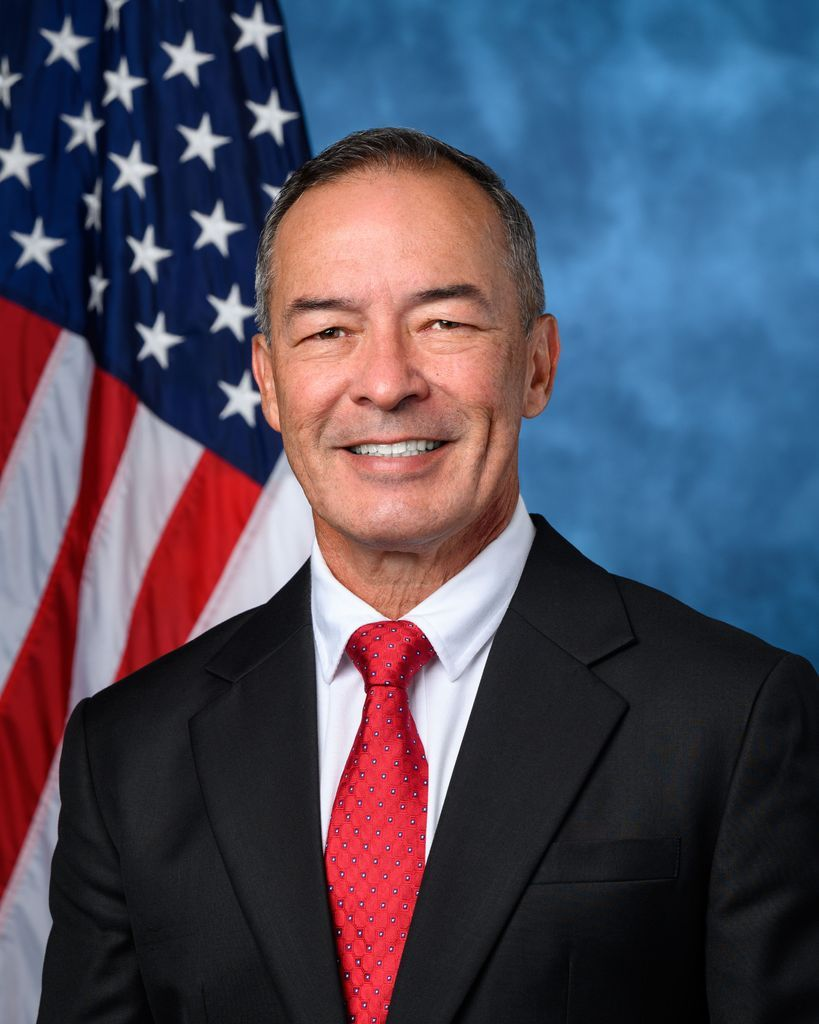
جیمز مویلان، نماینده قلمرو گوآم در مجلس نمایندگان ایالات متحده آمریکا

نمایندگان بدون حق رأی مجلس نمایندگان ایالات متحده آمریکا (که به آنها دلگت یا در مورد پورتوریکو کمیسیونر مقیم گفته می‌شود) نمایندگان قلمروهایشان در مجلس نمایندگان ایالات متحده آمریکا هستند که در کل مجلس حق رای ندارند ولی از امتیازاتی در صحن برخوردارند و قادر به شرکت در انجام برخی از اقدامات مجلس هستند. این اعضا می‌توانند در کمیته‌هایی از مجلس که در آن عضویت دارند، رای بدهند و طرح تقدیم کنند. هم‌اکنون شش عضو بدون حق رأی در مجلس نمایندگان حضور دارند. نماینده هفتمی از ملت چروکی پیشنهاد شده ولی هنوز شروع به کار نکرده. دورهٔ آنها دو سال و برای کمیسیونر مقیم پورتوریکو ۴ سال است.